# Związek Słowiańskich Wspólnot Słowiańskiej Rodzimej Wiary
Związek Słowiańskich Wspólnot Słowiańskiej Rodzimej Wiary (ZSW SRW, ros. Союз Славянских Общин Славянской Родной Веры, ССО СРВ) – jedna z głównych rosyjskich organizacji rodzimowierczych.

## Historia
Związek powstał w 1997 roku z inicjatywy trzech wspólnot (Moskwa, Kaługa, Obninsk), 19 lipca tego samego roku na przywódcę ZSW SRW został wybrany Wadim Stanisławowicz Kozakow, lider kałuskiej wspólnoty. 21 lipca 2011 roku Kozakow zrezygnował z przywództwa na rzecz Maksyma Jonowa.
23 lipca 2011 roku Maksym Jonow został oficjalnie mianowany przywódcą ZSW SRW na podstawie głosowania wiecu.
Corocznie w Dzień Peruna (20 lipca) w Kałudze odbywa się „wszechsłowiański wiec”, na którym rozwiązywane są kwestie dalszego rozszerzenia działalności ZSW SRW, współpracy z innymi społecznościami, a także dokonywany jest wybór przywódcy związku i najwyższego żercy. Na wiec co roku przyjeżdża ponad stu przedstawicieli wielu słowiańskich społeczności.
W kwietniu 2011 roku ZSW SRW kupił działkę o powierzchni 4,77 ha pod budowę chramu w odległości 5 km od Kaługi, na lewym brzegu rzeki Kałużki, we wsi Krasotinka.
W 2014 roku ZSW SRW został oficjalnie zarejestrowany jako międzyregionalna organizacja wsparcia i rozwoju słowiańskiej kultury o nazwie „Związek Słowiańskich Wspólnot Słowiańskiej Rodzimej Wiary”.
21 czerwca 2015 roku, w dniu przesilenia letniego, na ziemi ZSW SRW w Krasotince dokonano oficjalnego otwarcia świątyni – Chramu Ognia Swarożyca.

## Inne organizacje
W listopadzie 1998 roku obnińska wspólnota „Triglav” i „Moskiewska Słowiańska Wspólnota Pogańska” opuściły ZSW „ze względu na rozbieżność w opiniach z W. Kozakowem”. Pod koniec 2008 roku inna grupa byłych członków ZSW SRW, na czele z Ireną Wołkową, stworzyła Związek Słowiańskich Wspólnot „Północny Związek” (obecnie Wszechrosyjski Sojusz Religijny „Rosyjska Wiara Ludowa”), w ZSW SRW uznawanego za wrogą organizację.

## Ideologia
Związek głosi odrodzenie prastarych wierzeń Słowian, u podstaw których leżą rdzenne słowiańskie zwyczaje i tradycje. Ponadto związek zmierza w kierunku zjednoczenia słowiańskich wspólnot w państwach słowiańskich, a także współpracuje z zagranicznymi organizacjami neopogańskimi w Europie, Stanach Zjednoczonych i Kanadzie.
W sierpniu 2008 roku ZSW SRW wraz z innymi organizacjami pogańskimi – „Kołem Pogańskiej Tradycji”, „Welesowym Kręgiem” i innymi – po akcie wandalizmu na jednej ze świątyń stworzyli Sojusz Czterech Wspólnot. W grudniu 2009 roku ZSW SRW i „Koło Pogańskiej Tradycji” wydały wspólne oświadczenie, w którym potępiają osoby Walerego Czudinowa, Mikołaja Lewaszowa, Genadię Griniewiczową, Aleksandra Żiniewicza i Aleksieja Trechlebowa:

Deklarowane poglądy, choć są twórczością wspomnianych obywateli lub ich świadomą prowokacją, są prezentowane jako przykłady pogańskich poglądów i pogańskiej perspektyw świata. Nie możemy podzielać ideologicznych i pseudonaukowych poglądów wymienionych osób i ich zwolenników. Ponadto... Uważamy, że naszym obowiązkiem jest ostrzec wszystkich zwolenników pogańskiego postrzegania świata, że podczas czytania książek tych autorów mogą zostać wprowadzeni w błąd teoriami przedstawianymi jako nauka, a które są zawarte w pismach wyżej wymienionych osób. To pseudopogańskie nauki, pseudolingwistyka, pseudonauka i zwykłe mrzonki. W ostatecznym rozrachunku wszystko to prowadzi jedynie do zdyskredytowania zarówno nowoczesnego ruchu pogańskiego, jak i nauki rosyjskiej

W maju 2012 roku Związek Słowiańskich Wspólnot Słowiańskiej Rodzimej Wiary, Welesowy Krąg i Koło Pogańskiej Tradycji uznały za pseudonaukę i szkodliwe dla słowiańskiej wiary: teorie na gruncie mitologii i folklorystyki A. Baraszkowa, W. Goliakowa, J. Gomonowa, N. Lewaszowa, A. Trechlebowa, W. Szemszuka; teorie w dziedzinie języka, mowy i tradycyjnego myślenia N. Waszkiewicza, G. Griniewicza, M. Zadornowa, A. Żiniewicza, W. Czudinowa; teorii w dziedzinie historii J. Pietuchowa, A. Tuniajewa, A. Fomenko, a także ich kontynuatorów, zwolenników i im podobnych.